# Help! (píseň)
Help! je píseň od britské kapely The Beatles, která posloužila jako titulní song pro páté album kapely, a také pro druhý film. Ten se měl původně nazývat Eight Arms To Hold You, což bylo 17. března 1965 uvedeno také v tisku, ale nakonec dostal název Help!. Píseň vyšla také jako singl, který se udržel tři týdny na prvním místě hitparády, a to jak ve Spojeném království, tak i ve Spojených státech.
Píseň složil John Lennon, ale oficiálně je připisována skladatelské dvojici Lennon/McCartney. V rozhovoru pro Playboy z roku 1980, Lennon řekl: „Celé to dění kolem Beatles bylo nad míru chápání. Podvědomě jsem volal o pomoc“.

## Kompozice
Dokumentární série Antologie Beatles odhalila, že Lennon napsal tuto píseň, aby tak mohl vyjádřit svůj stres z rychlého vzestupu Beatles k úspěchu. „Byl jsem tlustý a deprimovaný a křičel jsem o ‘pomoc’ “, řekl Lennon pro Playboy. Spisovatel a kritik Ian MacDonald popisuje píseň jako první trhlinu v Lennonově ochranné skořápce vybudované kolem jeho emocí, během vzestupu Beatles ke slávě, a jako důležitý mezník v jeho skladatelském stylu.
V rozhovorech pro Rolling Stone z roku 1970, nazvané Lennon vzpomíná, řekl Lennon, že to byla jedna z jeho nejoblíbenějších písní Beatles, kterou napsal, ale přál si, aby byla zaznamenána v pomalejším tempu. V těchto rozhovorech Lennon řekl, že cítil, že „Help!“ a „Strawberry Fields Forever“ byly jeho nejupřímnější původní písně od Beatles a ne jen písně „psané na zakázku“. Ovšem podle Lennonova bratrance a přítele z dětství, Stanleyho Parkese, Lennon napsal píseň poté, co „přišel jedné noci ze studia a řekl: ,Bože, oni změnili název toho filmu, teď se bude jmenovat ,Help!’ Takže jsem musel napsat novou píseň, pod tímto názvem’ “.
Paul McCartney později řekl, že byl 4. dubna 1965 pozván do Lennonova domu ve Weybridge, aby mu píseň pomohl dokončit.

## Nahrávání
Beatles píseň nahráli na 12 pokusů, během dne 13. dubna 1965 s použitím čtyř-stopového rekordéru. Nahrávání začalo v 7 hodin večer a trvalo čtyři hodiny. V prvních osmi pokusech se Beatles soustředili hlavně na instrumentální podklad. Vokály nahrávali až od 9. pokusu. George Harrison měl trochu problémy se složitými a rychlými kytarovými riffy. Také se obával nutnosti hrát a zpívat zároveň, ale McCartney ho ujistil, že to nebude nutné, protože jsou k dispozici dvě hlasové stopy. Z dvanácti pokusů byl nakonec nejlepší ten poslední.
Vokály byly pro film znovu nahrány, a to 24. května 1965 v CTS Studios, které se specializovalo na post-synchronizace.

## Vydání
Píseň vyšla jako singl v červenci 1965, společně s „I’m Down“. Jak v britských, tak v amerických hitparádách dosáhla na 1. místo. Jednalo se o čtvrtý ze šesti hitů, který v amerických hitparádách dosáhl č. 1 v řadě; „I Feel Fine“, „Eight Days a Week“, „Ticket to Ride“, „Help!“, „Yesterday“ a „We Can Work It Out“.
Píseň vyšla na albech Help!, americkém soundtracku k filmu Help!, 1962–1966, soundtracku k dokumentu Imagine: John Lennon, 1, Love a The Capitol Albums, Volume 2. Mono verze (s odlišnými vokály a bez tamburíny) byla vydána na albu Rarities a v box setu The Beatles in Mono.
Na americkém soundtracku píseň začíná titulní melodií Jamese Bonda. Na žádném jiném albu se tento úvod nenachází.

## Hudební videoklipy
Dne 22. dubna 1965 Beatles natočili úvodní vystoupení pro film Help!. Ty samé záběry (bez šipek a úvodních titulků) byly použity v hudebním videoklipu, který propagoval vydání singlu. Dne 23. listopadu 1965 natočila kapela další videoklip, tentokrát pro televizní pořady Top of the Pops a Thank Your Lucky Stars. Režie se ujal Joseph McGrath. Černobílý klip zobrazuje členy kapely, kteří sedí za sebou na pracovním stole, zatímco zpívají na playback. Starr během písně drží nad hlavou deštník, ze kterého ke konci začne padat umělý sníh. Druhý videoklip byl v roce 2015 vydán na video kompilaci Beatles 1.

## Živá vystoupení

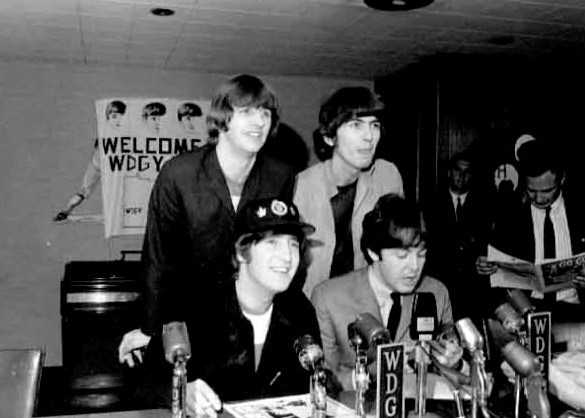
Beatles na tiskové konferenci, srpen 1965.

Beatles zahráli „Help!“ živě 1. srpna 1965, během vysílání Blackpool Night Out. Záznam z vystoupení byl použit na kompilaci Anthology 2 a v následném dokumentu Antologie Beatles. 14. srpna nahrála kapela živé vystoupení pro The Ed Sullivan Show, během kterého zaznělo „Help!“ a pět dalších písní. Pořad se vysílal následující měsíc. Show je k dispozici na DVD The 4 Complete Ed Sullivan Shows Starring The Beatles.
Píseň „Help!“ byla zařazena do repertoáru Beatles pro turné po USA 1965. Vystoupení z 15. srpna na stadionu Shea bylo nahráváno pro dokument The Beatles at Shea Stadium, i když před vydáním bylo audio této písně pře-nahráno. Vystoupení z 29. srpna v Hollywood Bowl bylo vydáno na albu The Beatles at the Hollywood Bowl.

## Komerční využití
V únoru 1985 byla píseň „Help!“ použita (jako první píseň od Beatles) pro americkou televizní reklamu. Lincoln-Mercury divize Ford Motor Company zaplatila 100 000 dolarů za práva k písni, ale ne pro použití verze od Beatles, nýbrž nově nahranou od neznámé kapely, za pomoci George Martina. Americký elektro-spotřebitelský řetězec hhgregg použil ve své reklamě cover verzi písně. Píseň byla také jednou použita v reklamě banky Halifax.

## Sestava při nahrávání
- John Lennon – dvojmo nahraný zpěv, akustická dvanáctistrunná rytmická kytara
- Paul McCartney – doprovodný zpěv, basová kytara
- George Harrison – doprovodný zpěv, sólová kytara
- Ringo Starr – bicí, tamburína

## Hudební hitparády a certifikace

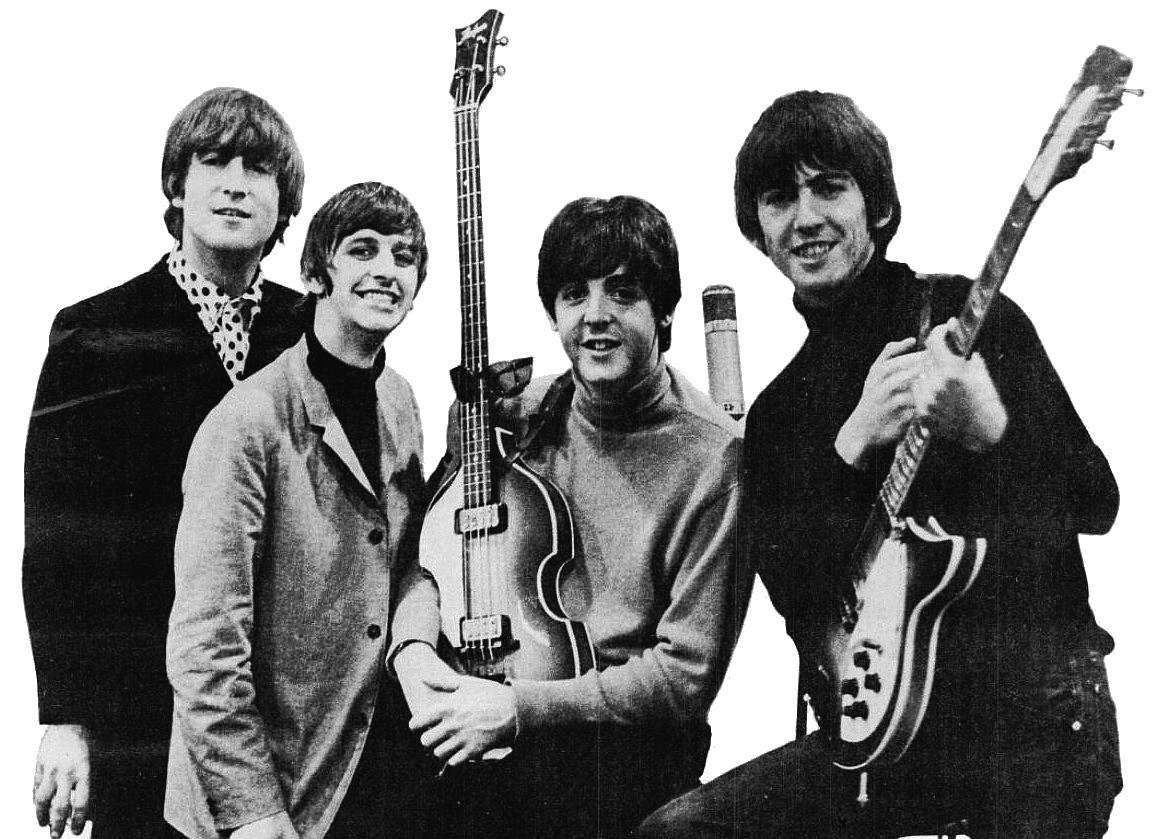
Beatles ve studiu, rok 1965

### Hitparády
| Hitparáda 1965                                | #  |
| --------------------------------------------- | -- |
| Belgie (Ultratop 50 Flanders)                 | 5  |
| Irsko (IRMA)                                  | 1  |
| Kanada (RPM)                                  | 1  |
| Nizozemsko (Dutch Top 40)                     | 1  |
| Nizozemsko (Single Top 100)                   | 1  |
| Norsko (VG-lista)                             | 1  |
| Spojené království (Official Charts Company)  | 1  |
| USA (Billboard Hot 100)                       | 1  |
| USA (Cash Box Top 100)                        | 1  |
| Západní Německo (Media Control Singles Chart) | 2  |
| Hitparáda 1976                                | #  |
| Irsko (IRMA)                                  | 10 |
| Spojené království (Official Charts Company)  | 37 |

### Certifikace
| Region     | Certifikace | Prodej    |
| ---------- | ----------- | --------- |
| USA (RIAA) | Zlato       | 1 000 000 |

## Coververze
- 1965 – Kapela The Newbeats nahrála cover verzi, která se nachází na desce Run Baby Run.
- 1968 – Kapela Deep Purple nahrála cover verzi, která se nachází na desce Shades of Deep Purple.
- 1970 – Carpenters nahráli cover verzi, která se nachází na desce Close to You. Další cover verzi nahráli The Muppets a objevila se v 135. epizodě seriálu Sezame, otevři se.
- 1971 – Karel Černoch nahrál českou verzi písně, pod názvem „Snídaně v trávě“.[3]
- 1975 – Caetano Veloso nahrál cover verzi, která vyšla na jeho desce Jóia.
- 1976 – Henry Gross nahrál cover verzi pro muzikální dokument All This and World War II. John Lennon kdysi řekl, že to byla jeho oblíbená verze písně; George Harrison a Paul McCartney byli pomocní zpěváci. Ve stejném roce byla natočena coververze od The Damned, která se nachází na B straně singlu „New Rose“.
- 1979 – Dolly Parton natočila bluegrassovou verzi, která vyšla na desce Great Balls of Fire.
- 1980 – John Farnham natočil piánovou cover verzi v pomalejším tempu, která dosáhla 8. místa v australské hitparádě.
- 1982 – Hotline společně s PJ Powers natočili cover verzi, která byla vydána jako singl.
- 1984 – Tina Turner vydala baladovou verzi písně (nahranou s The Crusaders), která dosáhla č. 14 v Nizozemsku, č. 25 v Belgii a č. 40 ve Spojeném království. Píseň byla zařazena pro evropské vydání jejího alba Private Dancer. Nějaký čas ji hrála také na svých koncertech. Později se objevila na dvojalbu Tina Live in Europe a v záznamu koncertu Private Dancer Tour.
- 1985 – Roy Orbison zahrál krátkou verzi písně ve velmi pomalém tempu pro televizní dokument Everyman: John Lennon “Journey In The Life“.
- 1988 – Coververze se objevila v seriálu Kids Incorporated, konkrétně v epizodě s názvem „The Guitarist“.
- 1989 – Bananarama (společně s French & Saunders a Kathy Burke alias Lananeeneenoonoo) nahráli cover verzi, která byla vydána jako singl pro získání peněz na charitu Comic Relief. Singl dosáhl na třetí příčku v anglické hitparádě. V roce 1989 se píseň objevila ve vánoční epizodě seriálu Only Fools and Horses. Později v roce 1989 vyšla na albu kapely The Greatest Hits Collection.
- 1990 – Kylie Minogue zahrála cover verzi před 25 000 lidmi, při koncertu na počest Johna Lennona, který se odehrál na břehu řeky Mersey v Liverpoolu. Také ji v roce 1991 zahrnula do svého turné Rhythm of Love Tour. Ve stejném roce Waltari nahráli cover verzi, která vyšla na jejich debutovém albu Monk Punk.
- 1995 – Little Texas nahráli cover verzi, která se objevila na desce Come Together: America Salutes the Beatles. Ve stejném roce Roxette v Abbey Road Studios nahráli akustickou verzi, která vyšla v box setu The Rox Box/Roxette 86–06.
- 1997 – DC Talk nahráli cover verzi, která vyšla na živém albu Welcome to the Freak Show.
- 1998 – Kapela The Punkles nahrála punkovou verzi, která vyšla na jejich prvním albu.
- 1999 – Claire Martin nahrála pomalou verzi, která vyšla na desce Take My Heart.
- 2000 – Tsunku nahrál cover verzi, která vyšla na jeho albu A Hard Day's Night.
- 2003 – Art Paul Schlosser natočil na píseň parodii pod názvem „Smelt“, která vyšla na jeho albu Words of Cheese and Other Parrot.
- 2004 – Westlife zpívali cover verzi na svém turné Turnaround Tour. Ve stejném roce kapela McFly nahrála cover verzi, která se objevila na jejich singlu Obviously“ a na EP Lost & Found: McFly Uncovered.
- 2006 – Bebi Dol natočila cover verzi, která vyšla na jejím albu Čovek rado izvan sebe živi.
- 2010 – Trans-Siberian Orchestra mají píseň jako součást „Gutter Ballet Medley“, během živých vystoupeních. Ve stejném roce italská punkrocková kapela Vanilla Sky nahrála cover verzi, která vyšla na jejich albu Punk Is Dead.
- 2011 – Cloud Cult nahráli cover verzi „Help!“ pro Minnesota Beatle Project, Vol. 3. Ve stejném roce Alvin and the Chipmunks a The Chipettes nahráli cover verzi písně jako bonus pro soundtrack Alvin and the Chipmunks: Chipwrecked: Music from the Motion Picture.
- 2012 – Kapela Big Time Rush nahrála cover verzi „Help!“ (a dalších písní od Beatles) pro film Big Time Movie.
- 2013 – Britská kapela Hipsters nahrála cover verzi pro jejich EP a turné. Ve stejném roce Blaine Anderson (Darren Criss) a Sam Evans (Chord Overstreet) zpívali cover verzi písně v 5. sérii seriálu Glee. Song poté vyšel na albu Glee Sings the Beatles.
- 2016 – 27. dubna vydala holandská kapela MUCK cover verzi, poté co vyhrála ocenění v Clash of the Cover bands BENELUX.
- Kapela Silverstein vydala cover verzi na svém čtvrtém albu A Shipwreck in the Sand. Další coververze nahráli: Michael Stanley, Alma Cogan, Rick Wakeman, Howie Day, Fountains of Wayne, John's Children, Marc Bolan a Peter Sellers. Kapela The Rutles nahrála parodii s názvem „Ouch!“.

## Kulturní odkazy
- Píseň se objevila v epizodě “Cutting It Close“ ze seriálu Plný dům, když si Jesse Katsopolis zlomil obě ruce a byl odkázán na pomoc ostatních.
- Píseň byla také použita v reklamách pro zaniklou telefonní společnost GTE, během roku 1990.
- Text písně se objevuje ve filmu Žlutá ponorka, když Young Fred klepe na dveře Beatles.
- Píseň se objevila také v seriálu Only Fools and Horses, a to v epizodě „The Jolly Boys' Outing“.
- Několik baseballových týmů (především New York Yankees) pouští píseň během zápasů.
- V roce 2003 se píseň objevila ve filmu Dvanáct do tuctu.[4]
- V roce 2013 se zase objevila ve filmu Život je snadný, když zavřete oči.[5]

## Nástroje
John Lennon: zpěv, kytara
Paul McCartney: baskytara
George Harrison: elektrická kytara
Ringo Starr: bicí souprava